# Општина Сан Хуан Лалана (Оахака)
Сан Хуан Лалана (шп. San Juan Lalana) општина је у Мексику у савезној држави Оахака. Општина се налази на надморској висини од 456 м.

## Становништво
Према подацима из 2010. у општини је живело 17398 становника.

### Хронологија
| Година       | 2000                | 2005                | 2010                |
| ------------ | ------------------- | ------------------- | ------------------- |
| Становништво | 16775 (8304 / 8471) | 16335 (7934 / 8401) | 17398 (8441 / 8957) |

### Попис
| \| \| м \| \| \| ж \| \| 0—2 \| 543 \| \| \| 476 \| \| 3—5 \| 638 \| \| \| 620 \| \| 6—11 \| 1.399 \| \| \| 1.473 \| \| 12—14 \| 786 \| \| \| 751 \| \| 15—17 \| 700 \| \| \| 598 \| \| 18—24 \| 764 \| \| \| 924 \| \| 60+ \| 770 \| \| \| 827 \| \| Просек : \| 25,8 \| \| \| 27,0 \| |       |  |  |       |
| |       |  |  |       |
| | м     |  |  | ж     |
| 0—2 | 543   |  |  | 476   |
| 3—5 | 638   |  |  | 620   |
| 6—11 | 1.399 |  |  | 1.473 |
| 12—14 | 786   |  |  | 751   |
| 15—17 | 700   |  |  | 598   |
| 18—24 | 764   |  |  | 924   |
| 60+ | 770   |  |  | 827   |
| Просек : | 25,8  |  |  | 27,0  |

| #   | Индикатор                                                                                        | Вредност |
| --- | ------------------------------------------------------------------------------------------------ | -------- |
| 1   | Становништво од 0 до 2 године                                                                    | 1019     |
| 2   | Мушко становништво од 0 до 2 године                                                              | 543      |
| 3   | Женско становништво од 0 до 2 године                                                             | 476      |
| 4   | Становништво са 3 и више година                                                                  | 16357    |
| 5   | Мушко становништво са 3 и више година                                                            | 7888     |
| 6   | Женско становништво са 3 и више година                                                           | 8469     |
| 7   | Становништво са 5 и више година                                                                  | 15521    |
| 8   | Мушко становништво са 5 и више година                                                            | 7462     |
| 9   | Женско становништво са 5 и више година                                                           | 8059     |
| 10  | Становништво са 12 и више година                                                                 | 12227    |
| 11  | Мушко становништво са 12 и више година                                                           | 5851     |
| 12  | Женско становништво са 12 и више година                                                          | 6376     |
| 13  | Становништво са 15 и више година                                                                 | 10690    |
| 14  | Мушко становништво са 15 и више година                                                           | 5065     |
| 15  | Женско становништво са 15 и више година                                                          | 5625     |
| 16  | Становништво са 18 и више година                                                                 | 9392     |
| 17  | Мушко становништво са 18 и више година                                                           | 4365     |
| 18  | Женско становништво са 18 и више година                                                          | 5027     |
| 19  | Становништво од 3 до 5 година                                                                    | 1258     |
| 20  | Мушко становништво од 3 до 5 година                                                              | 638      |
| 21  | Женско становништво од 3 до 5 година                                                             | 620      |
| 22  | Становништво од 6 до 11 година                                                                   | 2872     |
| 23  | Мушко становништво од 6 до 11 година                                                             | 1399     |
| 24  | Женско становништво од 6 до 11 година                                                            | 1473     |
| 25  | Становништво од 8 до 14 година                                                                   | 3511     |
| 26  | Мушко становништво од 8 до 14 година                                                             | 1764     |
| 27  | Женско становништво од 8 до 14 година                                                            | 1747     |
| 28  | Становништво од 12 до 14 година                                                                  | 1537     |
| 29  | Мушко становништво од 12 до 14 година                                                            | 786      |
| 30  | Женско становништво од 12 до 14 година                                                           | 751      |
| 31  | Становништво од 15 до 17 година                                                                  | 1298     |
| 32  | Мушко становништво од 15 до 17 година                                                            | 700      |
| 33  | Женско становништво од 15 до 17 година                                                           | 598      |
| 34  | Становништво од 18 до 24 године                                                                  | 1688     |
| 35  | Мушко становништво од 18 до 24 године                                                            | 764      |
| 36  | Женско становништво од 18 до 24 године                                                           | 924      |
| 37  | Женско становништво од 15 до 49 година                                                           | 4114     |
| 38  | Становништво са 60 и више година                                                                 | 1597     |
| 39  | Мушко становништво са 60 и више година                                                           | 770      |
| 40  | Женско становништво са 60 и више година                                                          | 827      |
| 41  | Однос између мушкараца и жена                                                                    | 94.24    |
| 42  | Становништво од нуле до 14 година                                                                | 6686     |
| 43  | Становништво од 15 до 64 године                                                                  | 9580     |
| 44  | Становништво од 65 година и више                                                                 | 1110     |
| 45  | Просечан број деце                                                                               | 3.3      |
| 46  | Становништво рођено у ентитету                                                                   | 16742    |
| 47  | Мушко становништво рођено у ентитету                                                             | 8163     |
| 48  | Женско становништво рођено у ентитету                                                            | 8579     |
| 49  | Становништво рођено у другом ентитету                                                            | 595      |
| 50  | Мушко становништво рођено у другом ентитету                                                      | 258      |
| 51  | Женско становништво рођено у другом ентитету                                                     | 337      |
| 52  | Становништво од 5 година и више резидентно у ентитету у јуну 2005. године                        | 15108    |
| 53  | Мушко становништво старосног доба од 5 година и више, резидентно у ентитету у јуну 2005. године  | 7224     |
| 54  | Женско становништво старосног доба од 5 и више година, резидентно у ентитету у јуну 2005. године | 7884     |
| 55  | Становништво од 5 година и више које је живело у другом ентитету у јуну 2005. године             | 268      |
| 56  | Мушко становништво старије од 5 година које је живело у другом ентитету у јуну 2005. године      | 132      |
| 57  | Женско становништво старије од 5 година које је живело у другом ентитету у јуну 2005. године     | 136      |
| 58  | Становништво од 3 године и више које говори аутохтони језик                                      | 12892    |
| 59  | Мушко становништво старо 3 године и више које говори аутохтони језик                             | 6227     |
| 60  | Женско становништво старо 3 године и више које говори аутохтони језик                            | 6665     |
| 61  | Становништво од 3 године и више које говори аутохтони језик и не говори шпански језик            | 3103     |
| 62  | Мушко становништво старо 3 године и више које говори аутохтони језик и не говори шпански         | 1025     |
| 63  | Женско становништво старо 3 године и више које говори аутохтони језик и не говори шпански језик  | 2078     |
| 64  | Становништво старо 3 године и више које говори аутохтони језик и шпански                         | 9758     |
| 65  | Мушко становништво старо 3 године и више које говори аутохтони језик и шпански                   | 5190     |
| 66  | Женско становништво старо 3 године и више које говори аутохтони језик и шпански                  | 4568     |
| 67  | Становништво од 5 година и више које говори аутохтони језик                                      | 12303    |
| 68  | Становништво од 5 година и више које говори аутохтони језик и не говори шпански језик            | 2684     |
| 69  | Становништво од 5 година и више које говори аутохтони језик и говори шпански језик               | 9588     |
| 70  | Становништво у домородачким домаћинствима                                                        | 15911    |
| 71  | Становништво са ограничењима у активностима                                                      | 429      |
| 72  | Становништво са ограниченим ходањем или кретањем, горе или доле                                  | 206      |
| 73  | Становници са ограничењима вида, чак и уз кориштење сочива                                       | 104      |
| 74  | Становништво са ограничењима говора, комуникације или конверзације                               | 55       |
| 75  | Становништво са ограниченим слухом                                                               | 45       |
| 76  | Становништво са ограничењима при одевању, купању или јелу                                        | 15       |
| 77  | Становништво са ограничењима у опажању или учењу једноставних ствари                             | 30       |
| 78  | Становништво са менталним ограничењима                                                           | 58       |
| 79  | Становништво без ограничења активности                                                           | 16937    |
| 80  | Становништво од 3 до 5 година које не похађа школу                                               | 590      |
| 81  | Мушко становништво од 3 до 5 година које не похађа школу                                         | 297      |
| 82  | Женско становништво од 3 до 5 година које не похађа школу                                        | 293      |
| 83  | Становништво од 6 до 11 година које не похађа школу                                              | 174      |
| 84  | Мушко становништво од 6 до 11 година које не похађа школу                                        | 75       |
| 85  | Женско становништво од 6 до 11 година које не похађа школу                                       | 99       |
| 86  | Становништво од 12 до 14 година које не похађа школу                                             | 248      |
| 87  | Мушко становништво од 12 до 14 година које не похађа школу                                       | 92       |
| 88  | Женско становништво од 12 до 14 година које не похађа школу                                      | 156      |
| 89  | Становништво од 15 до 17 година похађа школу                                                     | 661      |
| 90  | Мушко становништво од 15 до 17 година похађа школу                                               | 388      |
| 91  | Женско становништво између 15 и 17 година живота у школи                                         | 273      |
| 92  | Становништво од 18 до 24 године похађа школу                                                     | 184      |
| 93  | Мушко становништво од 18 до 24 године похађа школу                                               | 80       |
| 94  | Женско становништво од 18 до 24 године похађа школу                                              | 104      |
| 95  | Становништво од 8 до 14 година које не може да чита и пише                                       | 585      |
| 96  | Мушко становништво старосног доба од 8 до 14 година које не може да чита и пише                  | 310      |
| 97  | Женско становништво старосног доби од 8 до 14 година које не може да чита и пише                 | 275      |
| 98  | Становништво од 15 година и више које је неписмено                                               | 2906     |
| 99  | Мушко становништво од 15 година и више које је неписмено                                         | 857      |
| 100 | Женско становништво од 15 година и више које је неписмено                                        | 2049     |
| 101 | Становништво старо 15 и више година без школовања                                                | 1211     |
| 102 | Мушко становништво старо 15 и више година без школовања                                          | 350      |
| 103 | Женско становништво старо 15 и више година без школовања                                         | 861      |
| 104 | Становништво старосног доба 15 и више година са непотпуним основним образовањем                  | 4939     |
| 105 | Мушко становништво старосног доба од 15 година и више са непотпуном основним образовањем         | 2285     |
| 106 | Женско становништво старосног доба 15 и више година са непотпуном основним образовањем           | 2654     |
| 107 | Становништво старо 15 и више година са комплетним основним образовањем                           | 2102     |
| 108 | Мушко становништво старо 15 година и више са комплетним основним образовањем                     | 1114     |
| 109 | Женско становништво старо 15 и више година са комплетним основним образовањем                    | 988      |
| 110 | Становништво старосног доба 15 и више година са непотпуним средњим образовањем                   | 578      |
| 111 | Мушко становништво старосног доба од 15 година и више са непотпуним средњим образовањем          | 362      |
| 112 | Женско становништво старосног доба од 15 година и више са непотпуним средњим образовањем         | 216      |
| 113 | Становништво старо 15 и више година са пуним секундарном образовањем                             | 1115     |
| 114 | Мушко становништво старосног доба од 15 година и више са пуним секундарном образовањем           | 624      |
| 115 | Женско становништво старосног доба од 15 година и више са пуним секундарном образовањем          | 491      |
| 116 | Становништво старије од 18 година са постосновним образовањем                                    | 595      |
| 117 | Мушко становништво старије од 18 година са постосновним образовањем                              | 261      |
| 118 | Женско становништво старије од 18 година са постосновним образовањем                             | 334      |
| 119 | Просечна оцена школовања                                                                         | 4.7      |
| 120 | Просечан ниво образовања мушке популације                                                        | 5.1      |
| 121 | Просечан ниво образовања женског становништва                                                    | 4.34     |
| 122 | Економски активно становништво                                                                   | 4863     |
| 123 | Економски активна мушка популација                                                               | 4263     |
| 124 | Економски активна женска популација                                                              | 600      |
| 125 | Становништво које није економски активно                                                         | 7275     |
| 126 | Мушко становништво које није економски активно                                                   | 1546     |
| 127 | Женско становништво које није економски активно                                                  | 5729     |
| 128 | Запослено становништво                                                                           | 4826     |
| 129 | Запослено мушко становништво                                                                     | 4228     |
| 130 | Запослено женско становништво                                                                    | 598      |
| 131 | Незапослена популација                                                                           | 37       |
| 132 | Незапослена мушка популација                                                                     | 35       |
| 133 | Незапослена женска популација                                                                    | 2        |
| 134 | Становништво без права на здравствене услуге                                                     | 10951    |
| 135 | Становништво које има право на здравствене услуге                                                | 6415     |
| 136 | Становништво које има право на ИМСС                                                              | 335      |
| 137 | Становништво које има право на социјално осигурање                                               | 200      |
| 138 | Становништво које има право на државно социјално осигурање                                       | 6        |
| 139 | Становништво које има право на опште осигурање или здравствено осигурање за нову генерацију      | 5831     |
| 140 | Становништво које је било једном или није било у браку током 12 година и више                    | 4438     |
| 141 | Венчано или уједињено становништво од 12 година и више                                           | 6840     |
| 142 | Становништво које је било у браку или уједињено 12 година и више                                 | 943      |
| 143 | Становништво са католичком религијом                                                             | 12550    |
| 144 | Протестанти, еванђелисти и библијски следбеници различити од еванђелиста                         | 3535     |
| 145 | Становништво са другим религијама различитим од претходних                                       | 183      |
| 146 | Становништво без религије                                                                        | 927      |
| 147 | Укупно пописаних домаћинства                                                                     | 3973     |
| 148 | Пописна домаћинства на челу са мушкарцима                                                        | 3246     |
| 149 | Пописна домаћинства на челу са женама                                                            | 727      |
| 150 | Становништво у пописним домаћинствима                                                            | 17380    |
| 151 | Становништво у пописним домаћинствима на челу са мушкарцима                                      | 15110    |
| 152 | Становништво у пописним домаћинствима на челу са женама                                          | 2270     |
| 153 | Укупно домаћинстава                                                                              | 4376     |
| 154 | Укупно насељених домаћинстава                                                                    | 3979     |
| 155 | Укупно приватних кућа                                                                            | 4370     |
| 156 | Насељени приватни домови                                                                         | 3973     |
| 157 | Укупно насељених приватних кућа                                                                  | 3979     |
| 158 | Ненасељене приватне куће                                                                         | 263      |
| 159 | Појединачна домаћинства за привремену употребу                                                   | 134      |
| 160 | Становници у насељеним приватним кућама                                                          | 17380    |
| 161 | Насељеност станара у приватним становима                                                         | 4.37     |
| 162 | Просечно становника по соби у приватним насељеним домаћинствима                                  | 1.41     |
| 163 | Појединачна домаћинства са подовима од различитих материјала од земље                            | 3399     |
| 164 | Појединачна домаћинства у приземљу                                                               | 572      |
| 165 | Појединачна домаћинства са једном спаваћом собом                                                 | 1976     |
| 166 | Појединачна домаћинства са две спаваће собе и више                                               | 1991     |
| 167 | Појединачна домаћинства са једним собом                                                          | 351      |
| 168 | Појединачна домаћинства са две собе                                                              | 1215     |
| 169 | Појединачна домаћинства са 3 собе и више                                                         | 2403     |
| 170 | Појединачна домаћинства која имају електрично светло                                             | 3516     |
| 171 | Појединачна домаћинства која немају електрично светло                                            | 454      |
| 172 | Појединачна домаћинства која имају водоводну воду у стамбеном простору                           | 2630     |
| 173 | Појединачна домаћинства која немају водоводну воду у стамбеном простору                          | 1340     |
| 174 | Појединачна домаћинства која имају тоалет                                                        | 3838     |
| 175 | Појединачна домаћинства која имају канализацију                                                  | 1252     |
| 176 | Појединачна домаћинства која немају канализацију                                                 | 2712     |
| 177 | Појединачна домаћинства која имају електрично светло, довод воде из јавне мреже и канализацију   | 792      |
| 178 | Појединачна домаћинства без икаквих услова                                                       | 1094     |
| 179 | Појединачна домаћинства која имају радио                                                         | 2011     |
| 180 | Појединачна домаћинства која имају телевизор                                                     | 2164     |
| 181 | Појединачна домаћинства која имају фрижидер                                                      | 1415     |
| 182 | Појединачна домаћинства која имају машину за веш                                                 | 335      |
| 183 | Појединачна домаћинства која имају аутомобил или комби                                           | 203      |
| 184 | Појединачна домаћинства која имају рачунар                                                       | 106      |
| 185 | Појединачна домаћинства која имају фиксну телефонску линију                                      | 607      |
| 186 | Појединачна домаћинства која имају мобилни телефон                                               | 40       |
| 187 | Појединачна домаћинства која имају приступ интернету                                             | 6        |